# La primula bianca
La primula bianca è un film del 1947 diretto da Carlo Ludovico Bragaglia.

## Trama

Carlo Campanini e Mirella Monti in una scena del film

Roma. Credendo di essere stato derubato del portafogli, un cronista in disgrazia scopre casualmente una banda di rapinatori e il loro insospettabile capo. I ladri infatti lo scambiano per Il milanese, un esperto in rapine e casseforti, facendolo partecipare ad un colpo ai Magazzini MAS di via dello Statuto. Dopo diverse peripezie, grazie all'aiuto di un commissario di polizia, l'uomo riuscirà a tornare alla sua vita, e proprio grazie allo scoop ottenuto in questo modo, diverrà il direttore del giornale nel quale lavorava.

## Accoglienza

### Incassi
Incasso accertato a tutto il 31 dicembre 1952 182.500.000 £.

### Critica
(Leo Pestelli)